# 弼佑镇
弼佑镇，是中华人民共和国贵州省黔西南布依族苗族自治州册亨县下辖的一个乡镇级行政单位。
2016年1月14日，贵州省人民政府批复同意册亨县部分乡镇行政区划调整，撤销弼佑乡建制，设置弼佑镇，撤乡设镇后行政区域和政府驻地不变。

## 行政区划
弼佑镇下辖以下地区：
弼佑村、者岳村、伟外村、秧兵村、落江村、各两村、巧相村、秧里村、秧项村和秧佑村。